# Лабухи
Лабухи (пол. Łabuchy, нім. Labuch) — село в Польщі, у гміні Біскупець Ольштинського повіту Вармінсько-Мазурського воєводства.
Населення — 131 особа (2011).
У 1975-1998 роках село належало до Ольштинського воєводства.

## Демографія
Демографічна структура станом на 31 березня 2011 року:
|          | Загалом | Допрацездатний вік | Працездатний вік | Постпрацездатний вік |
| -------- | ------- | ------------------ | ---------------- | -------------------- |
| Чоловіки | 66      | 12                 | 47               | 7                    |
| Жінки    | 65      | 15                 | 37               | 13                   |
| Разом    | 131     | 27                 | 84               | 20                   |